# Ennio Guarnieri
Ennio Guarnieri (ur. 12 października 1930 w Rzymie, zm. 1 lipca 2019 w Licacie) – włoski operator filmowy.

## Biografia
Guarnieri urodził się w Rzymie 12 października 1930 roku. Pierwsze szlify operatorskie zdobywał u boku takich filmowców, jak: Anchise Brizzi, Otello Martelli i Gianni Di Venanzo. Pierwszą samodzielną pracą operatorską był obraz z 1962 roku Dni są policzone (wł. I giorni contati, reż. Elio Petri). Na początku lat 60. nakręcił czarno-białe: Luciano, una vita bruciata (1962, reż. Gian Vittorio Baldi), Il mare (1962, reż. Giuseppe Patroni Griffi), Ape Regina (1963, reż. Marco Ferreri).
Współpracował z reżyserami Mauro Bologninim, Franco Zeffirellim, Vittorio De Sicą, Federico Fellinim, Stuartem Cooperem, Luigi Comencinim, Dino Risim, Carlo Verdonem oraz Luigim Zampą. Dwukrotnie otrzymał Nastro d’argento: w 1973 roku za zdjęcia do filmu Brat Słońce, siostra Księżyc oraz w 1983 roku za zdjęcia do La Traviaty, obu w reżyserii Franco Zeffirelliego. W 1973 roku był kandydatem do Nagrody Brytyjskiej Akademii Filmowej za najlepsze zdjęcia dla filmu Ogród Finzi-Continich (reż. Vittorio De Sica).
Zmarł w miejscowości Licata na Sycylii 1 lipca 2019 roku.

## Wybrana filmografia
Zdjęcia
- 1961: Uprowadzenie (L'Imprevisto, reż. Alberto Lattuada)
- 1962: Dni są policzone (I giorni contati, reż. Elio Petri)
- 1962: Luciano, una vita bruciata (reż. Gian Vittorio Baldi)
- 1962: Il mare (reż. Giuseppe Patroni Griffi)
- 1963: Ape Regina (Una storia moderna – L'ape regina, reż. Marco Ferreri)
- 1964: Słabość umysłu (La costanza della ragione, reż. Pasquale Festa Campanile)
- 1964: Głos na sprzedaż (Le voci bianche, reż. Massimo Franciosa, Pasquale Festa Campanile)
- 1964: Niewierność (Alta infedeltà, reż. Mario Monicelli, Elio Petri, Franco Rossi, Luciano Salce)
- 1965: Siedmiu w blasku złota (Sette uomini d'oro, reż. Marco Vicario)
- 1965: Panowie z kompleksami (I complessi, reż. Luigi Filippo D'Amico, Franco Rossi, Dino Risi)
- 1965: Lalki (Le bambole, reż. Dino Risi, Mauro Bolognini, Franco Rossi, Luigi Comencini)
- 1966: Siedmiu złotych mężczyzn uderza ponownie (Il grande colpo dei sette uomini d'oro, reż. Marco Vicario)
- 1966: Wróżki (Le fate, reż. Mauro Bolognini, Mario Monicelli, Antonio Pietrangeli, Luciano Salce)
- 1967: Dziewczyna generała (La ragazza e il generale, reż. Pasquale Festa Campanile)
- 1968: Wakacje we czworo (Violenza al sole, reż. Florestano Vancini)
- 1968: Lekarz kasy chorych (Il medico della mutua, reż. Luigi Zampa)
- 1968: Sekrety wiernych żon (Le dolci signore, reż. Luigi Zampa)
- 1969: Medea (reż. Pier Paolo Pasolini)
- 1970: Pary (Le coppie, reż. Vittorio De Sica, Alberto Sordi, Mario Monicelli)
- 1970: Metello (reż. Mauro Bolognini)
- 1970: Ogród Finzi-Continich (Il giardino dei Finzi Contini, reż. Vittorio De Sica)
- 1971: Bubu z Montparnasse (Bubù, reż. Mauro Bolognini)
- 1972: Nazwiemy go Andrea (Lo chiameremo Andrea, reż. Vittorio De Sica)
- 1972: Brat Słońce, siostra Księżyc (Fratello sole, sorella luna, reż. Franco Zeffirelli)
- 1973: Środa popielcowa (Ash Wednesday, reż. Larry Peerce)
- 1973: Hitler – ostatnie 10 dni (Hitler: The Last Ten Days, reż. Ennio De Concini)
- 1973: Krótkie wakacje (Una breve vacanza, reż. Vittorio De Sica)
- 1974: Czyny szlachetnego rodu (Fatti di gente per bene, reż. Mauro Bolognini)
- 1974: Podróż (Il viaggio, reż. Vittorio De Sica)
- 1975: Koniec gry (Der Richter und sein Henker, reż. Maximilian Schell)
- 1975: Po antycznych schodach (Per le antiche scale, reż. Mauro Bolognini)
- 1975: Ludzie godni szacunku (Gente di rispetto, reż. Luigi Zampa)
- 1976: Goń mnie, aż cię złapię (Cours après moi que je t'attrape, reż. Robert Pouret)
- 1976: Skrzyżowanie Kassandra (The Cassandra Crossing, reż. George Pan Cosmatos)
- 1976: Dziedzictwo Ferramonti (L'eredità Ferramonti, reż. Mauro Bolognini)
- 1977: Każdy ma swoje piekło (A chacun son enfer, reż. André Cayatte)
- 1978: Na kolanach (Un uomo in ginocchio, reż. Damiano Damiani)
- 1979: Dottor Jekyll e gentile signora (reż. Steno)
- 1979: Goście (Stridulum, The Visitor, reż. Giulio Paradisi)
- 1979: Pistolet (Il giocattolo, reż. Giuliano Montaldo)
- 1979: Korek (L'ingorgo – Una storia impossibile, reż. Luigi Comencini)
- 1980: Zabawa jest cudowna (Un sacco bello, reż. Carlo Verdone)
- 1981: Skrzydła gołębicy (Les ailes de la colombe, reż. Benoît Jacquot)
- 1981: Dama kameliowa (La storia vera della signora dalle camelie, reż. Mauro Bolognini)
- 1982: La Traviata (reż. Franco Zeffirelli)
- 1983: Historia Piery (Storia di Piera, reż. Marco Ferreri)
- 1986: Otello (reż. Franco Zeffirelli)
- 1986: Ginger i Fred (Ginger e Fred, reż. Federico Fellini)
- 1986: Żegnaj Moskwo (Mosca addio, reż. Mauro Bolognini)
- 1987: Dancers (Giselle, Dancers, reż. Herbert Ross)
- 1989: Franciszek (Francesco, reż. Liliana Cavani)
- 1990: Człowiek w złotej masce (L'homme au masque d'or, reż. Éric Duret)
- 1991: Wewnętrzny krąg (The Inner Circle, reż. Andriej Konczałowski)
- 1993: Uwikłany (Entangled, reż. Max Fischer)
- 1993: Rozterki serca (Storia di una capinera, reż. Franco Zeffirelli)
- 1994: Jakub (Jacob, Giacobbe, reż. Peter Hall)
- 1994: Kim Novak przy telefonie (C'è Kim Novak al telefono, reż. Enrico Roseo)
- 2002: Wieczna Callas (Callas Forever, reż. Franco Zeffirelli)
- 2007: Czarne słońce (Il sole nero, reż. Krzysztof Zanussi)
- 2010: La mia casa è piena di specchi (reż. Vittorio Sindoni, tv)
- 2011: Rasputin (Raspoutine, reż. Josée Dayan, tv)
- 2013: Rasputin (Raspoutine, reż. Irakli Kvirikadze)
- 2014: Sotto una buona stella (reż. Carlo Verdone)